# West Side Tennis Club

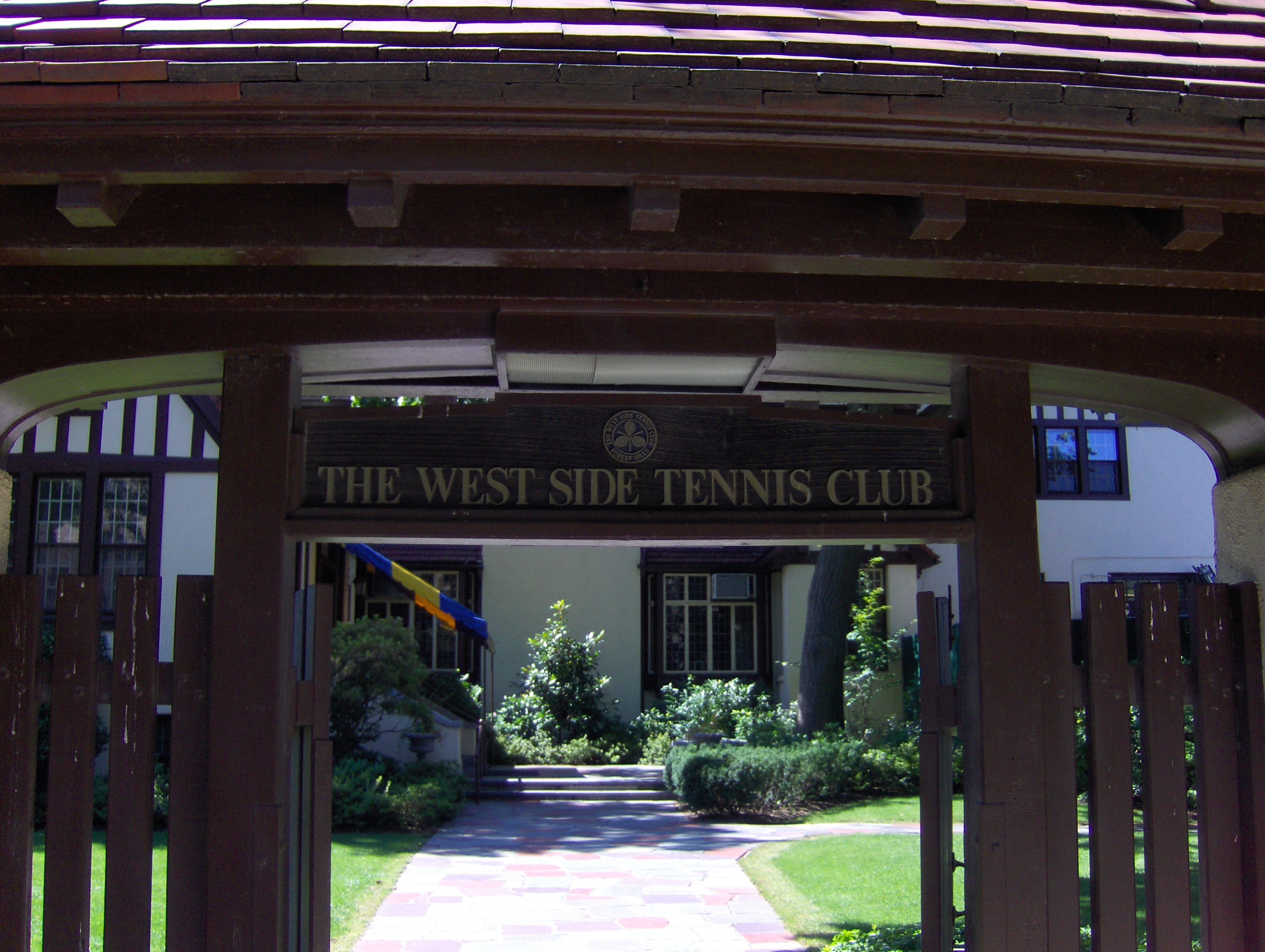
Entrée du club.

Le West Side Tennis Club est un club de tennis privé situé à Forest Hills, un quartier de l'arrondissement de Queens à New York. Le club possède 38 courts de tennis en terre battue, en gazon, en Har-Tru (terre battue américaine) et en dur ainsi que plusieurs équipements collectifs.
Le club est particulièrement connu pour avoir hébergé l'US Open de tennis à soixante reprises, d'abord de 1915 à 1920 puis de 1924 à 1977. En outre, dix finales de Coupe Davis se sont jouées sur le site du club ce qui constitue un record. L'US Pro Tennis Championships se joue au sein du West Side Tennis Club à onze reprises et un autre tournoi professionnel important, le Tournament of Champions s'y joue pour trois éditions. Le club accueille plus récemment le Classic de Forest Hills de 2004 à 2008, un tournoi de la WTA et un tournoi Challenger du circuit masculin.

## Histoire

### Les premières années

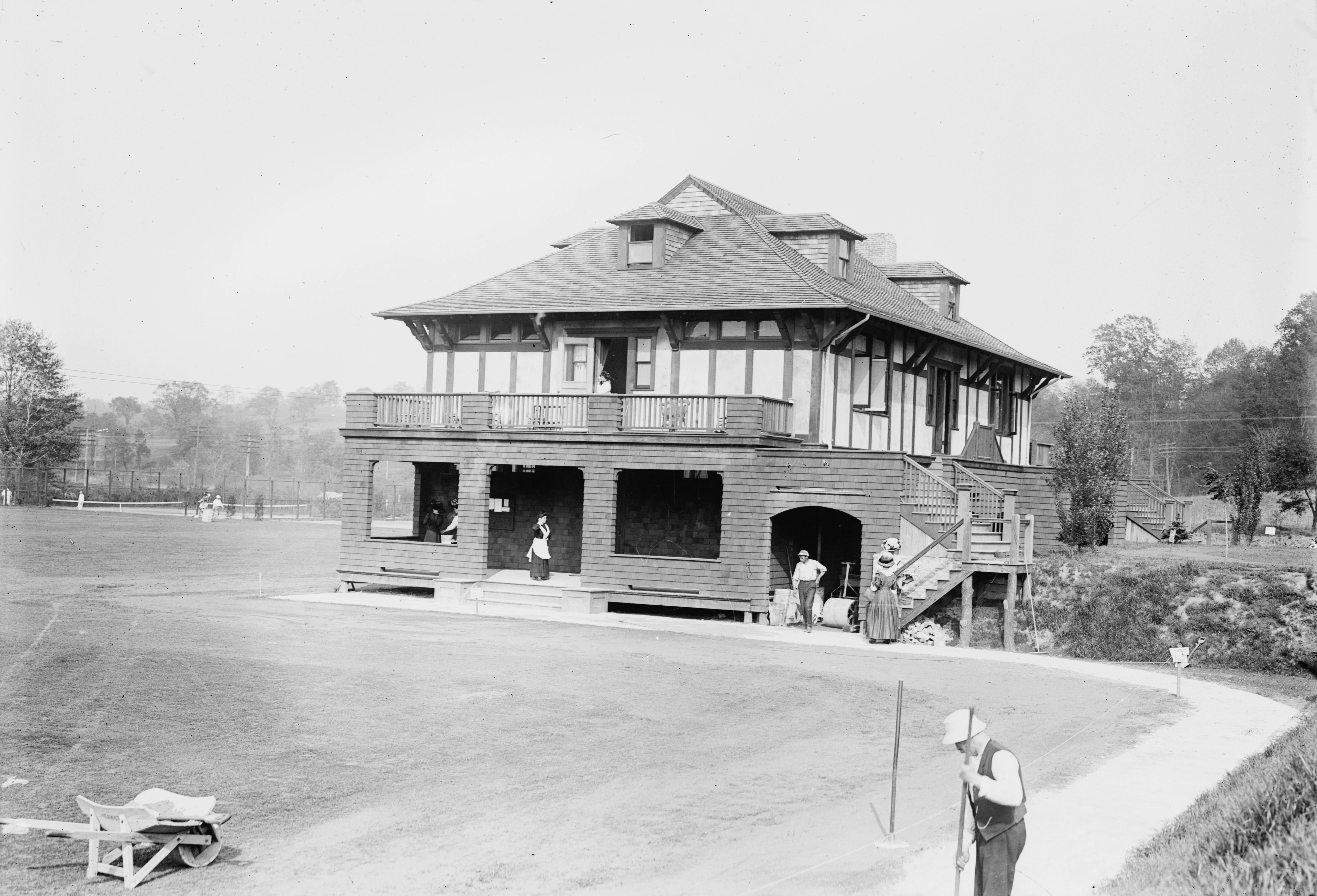
Le club en 1912.

Le club est fondé en 1892 quand les treize premiers membres louent des terrains dans Central Park West pour bâtir trois courts de terre battue et un petit club house. À la fin de l'année, le club comprend 43 membres et cinq courts. Dix ans plus tard, les terrains sont devenus trop chers et le club déménage près de l'université Columbia et possède huit courts. En 1908, il déménage à nouveau dans une propriété sur 238e rue et Broadway. Le club possède alors deux pâtés de maisons, douze courts en gazon et quinze courts en terre battue (voire plus).
En 1911, le club accueille l'International Lawn Tennis Challenge (connu aujourd'hui sous le nom de Coupe Davis). Du fait des milliers de spectateurs présents, les dirigeants du club réalisent qu'il est nécessaire de s'étendre et de trouver un nouveau site. Ce dernier est acheté dans le quartier de Forest Hills, dans le borough du Queens, en 1912. Le club house de style Tudor est construit l'année suivante.

### L'US Open

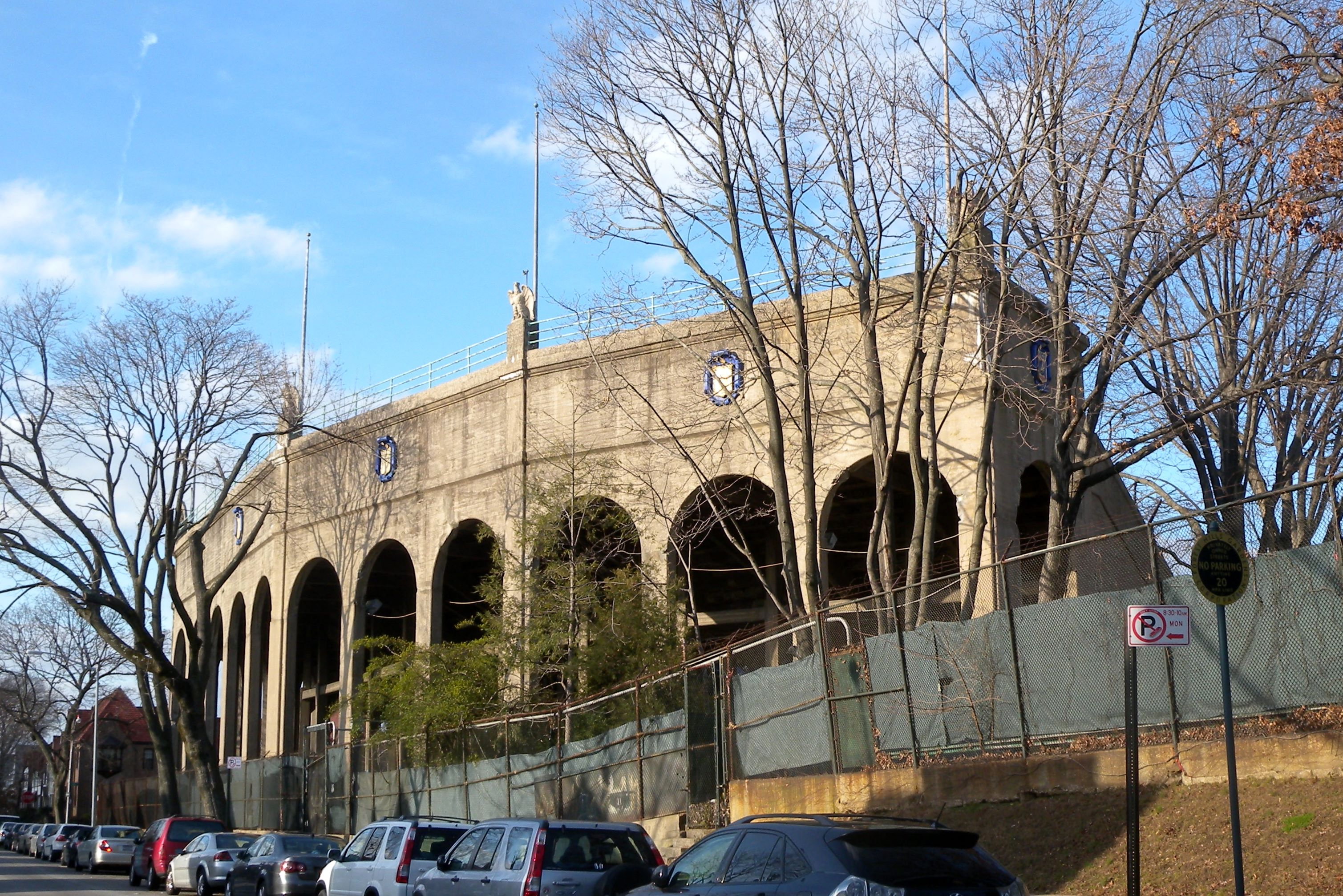
Le stade principal en 2011.

En 1915, l'United States Lawn Tennis Association National Championship renommé plus tard en US Open déménage dans le West Side Tennis Club. En 1923, le succès de l'évènement conduit à la construction d'un stade en forme de fer à cheval d'une capacité de 14 000 places qui existe encore aujourd'hui. Le premier match à se dérouler dans ce stade est la finale de la Coupe Davis 1923 lors de laquelle les États-Unis battent l'Australie.
Au cours de ces années au sein du West Side Tennis Club, l'US Open est souvent appelé « Forest Hills » de la même façon que The Championships (le tournoi de Wimbledon) est simplement appelé « Wimbledon ». L'US Open connaît plusieurs bouleversements comme l'introduction des têtes de série en 1927 et du tie-break en 1970 ainsi que l'équité des récompenses entre les hommes et les femmes en 1973 et les sessions de nuit en 1975. Althea Gibson y devient la première afro-américaine à jouer un tournoi du Grand Chelem en 1950 et à en gagner un en 1957. Elle est imitée chez les hommes par Arthur Ashe en 1968, date à laquelle le tournoi s'ouvre aux professionnels.
En 1975, le tournoi abandonne les courts en gazon pour passer à la terre battue américaine dite Har-Tru, considérée comme meilleure pour les retransmissions télévisuelles. Finalement, en 1978, le site du club apparaît comme dépassé par l'importance de l'évènement et l'USTA décide de le déménager à Flushing Meadows au sein de l'USTA National Tennis Center. Après le départ de l'US Open, le club accueille divers tournois professionnels.